# Elfi Deufl
Elfi Deufl (28 ottobre 1958) è un'ex sciatrice alpina austriaca.

## Biografia
Discesista pura originaria di Waidhofen an der Ybbs, Elfi Deufl ottenne i primi risultati internazionali di rilievo nella stagione 1973-1974, quando vinse la medaglia d'oro agli Europei juniores di Jasná 1974 e la classifica di specialità in Coppa Europa. Nella stagione seguente colse il suo primo risultato di rilievo in Coppa del Mondo giungendo 6ª il 21 dicembre a Saalbach; il 10 dicembre 1975 conquistò il suo primo podio nel circuito, piazzandosi 2ª ad Aprica dietro alla compagna di squadra Brigitte Totschnig.
Il 21 gennaio 1976 salì per la seconda ed ultima volta sul podio in Coppa del Mondo con il 3º posto colto a Bad Gastein, dietro alle svizzere Doris De Agostini e Marlies Oberholzer; nella stessa stagione agli Europei juniores di Gällivare 1976 conquistò la medaglia di bronzo. L'ultimo piazzamento della sua attività agonistica fu l'8º posto ottenuto nella discesa libera di Coppa del Mondo disputata a Garmisch-Partenkirchen l'11 gennaio 1977; non prese parte a rassegne olimpiche e non ottenne piazzamenti ai Campionati mondiali.

## Palmarès

### Europei juniores
- 2 medaglie[1][3]:
  - 1 oro (discesa libera a Jasná 1974)
  - 1 bronzo (discesa libera a Gällivare 1976)

### Coppa del Mondo
- Miglior piazzamento in classifica generale: 18ª nel 1976
- 2 podi (entrambi in discesa libera):
  - 1 secondo posto
  - 1 terzo posto

### Coppa Europa
- Miglior piazzamento in classifica generale: 6ª nel 1974[senza fonte]
- Vincitrice della classifica di discesa libera nel 1974[1][2]
- 5 vittorie[senza fonte]

### Campionati austriaci
- 1 medaglia:
  -  1 bronzo (discesa libera nel 1976)[senza fonte]

### Campionati austriaci juniores
- 1 medaglia[1]:
  - 1 oro (discesa libera nel 1973)